# Hala Arena Poznań
Die Hala Arena Poznań (auch Hala widowiskowo-sportowa „Arena“, deutsch Sport- und Unterhaltungshalle „Arena“) ist eine Mehrzweckhalle im Stadtteil Łazarz der polnischen Stadt Posen (polnisch Poznań), Hauptstadt der Woiwodschaft Großpolen. Der Bau liegt im Jan-Kasprowicz-Park und ist 1,2 km von der Internationalen Messe Poznań (polnisch Międzynarodowe Targi Poznańskie, MTP) sowie 3,4 km vom Alten Markt (polnisch Stary Rynek) in der Innenstadt entfernt.  Die Veranstaltungshalle bietet gegenwärtig rund 3000 Plätze.

## Geschichte
1969 stellte die Stadt die Notwendigkeit einer Veranstaltungshalle fest und beschloss den Bau. Unter Leitung von Architekt Jerzy Turzeniecki wurde die Halle entworfen. Während der Planungsphase wurde entschieden, den von Architekt Annibale Vitellozzi und Bauingenieur Pier Luigi Nervi gestalteten Palazzetto dello Sport von 1957 in der italienischen Hauptstadt Rom zum Vorbild zu nehmen. Er war ein Austragungsort der Olympischen Sommerspiele 1960 (Basketball und Gewichtheben) und hat ein Kuppeldach sowie einen runden Grundriss. Am 1. Juli 1972 wurden die Arbeiten aufgenommen. Nach fast genau zwei Jahren wurde sie am 28. Juni 1974 eröffnet. Die Kuppel wurde mit goldfarbenen Kacheln aus Aluminium bedeckt. Die Farbe ist heute verblasst. Das Dach wird von 24 Pfeilern aus Stahlbeton, die an gotische Strebepfeiler erinnern, gestützt. An den Bauarbeiten waren auch Einwohner von Posen beteiligt und leisteten 7000 Arbeitsstunden. Die Hälfte davon leisteten Jugendliche. Die Baukosten lagen bei geschätzten 80 Mio. Złoty. 2009 war die Hala Arena Poznań einer von sieben Austragungsorten der Basketball-Europameisterschaft der Männer in Polen. Neben dem Sport wurden weitere Veranstaltungen wie z. B. Konzerte in der „Hala Arena“ ausgetragen.
In den 2010er Jahren begannen die Probleme mit der Baustruktur der Halle. 2013 mussten die Stützpfeiler saniert werden. 2017 wurde sie aus Sicherheitsgründen für drei Monate geschlossen. Im Jahr darauf musste ein Konzert von Dawid Podsiadło im Dezember an einen anderen Ort verlegt werden, da ein Teil der Decke eingestürzt war. Auch ein Konzert eines Gregorianischen Chors musste in das Kongresszentrum Sala Ziemi der MTP umziehen. Eine Renovierung wurde aus Kosten- und rechtlichen Gründen immer wieder verschoben. Am 1. Februar 2023 gab die MTP eine gültige Genehmigung für die Renovierung der Arena bekannt. Die Halle soll wieder ein größeres Publikum beherbergen können. Die Pläne sehen bis zu 9000 Plätze vor. Dies soll durch eine Absenkung des Hallenbodens um fast sechs Meter erreicht werden sowie die Neuanordnung der im Kreis stehenden Tribünen in Rechteckform mit Ober- und Unterrang. Es werden verschieb- und klappbare Tribünen für verschiedene Veranstaltungen und Kapazitäten vorhanden sein. Unter der Kuppel entsteht eine Tragkonstruktion für die bühnentechnische Ausstattung, die u. a. bei Konzerten benötigt wird. Darüber hinaus wird es die übliche Ausstattung einer Veranstaltungshalle wie Umkleidekabinen, Konferenzräume, ein Restaurant mit Terrasse und einen Food-Court geben. Die Fassade soll unverändert bleiben. Zusätzlich erhielt die Messe die Genehmigung zum Bau einer Tiefgarage, da in der Vergangenheit bei Veranstaltungen der Jan-Kasprowicz-Park mit Autos zugeparkt wurde. Des Weiteren sind ein ganzjährig betriebenes Restaurant und Grünflächen um die Halle vorgesehen. Der Eingang am Olympiaplatz wird abgesenkt und in Form eines Amphitheaters gestaltet. Es führt die Besucher durch das Foyer und auf die Ebene „- 1“. Das Amphitheater soll auch an Tagen ohne Veranstaltung in der „Hala Arena“ geöffnet sein. Die Pläne stammen vom Architekturbüro CDF Architekci in Posen.
Die MTP besitzt bereits seit 2020 eine Baugenehmigung, allerdings nur für die Halle. Für die weiteren Bauten wie die Tiefgarage und ein zusätzliches Verwaltungsgebäude mussten erst die Formalitäten geregelt werden. Als nächster Schritt steht die Auswahl eines Generalunternehmers an, dies soll vier Monate dauern. Die Bauzeit ist auf 34 bis 36 Monate angesetzt, was eine Fertigstellung 2026 bedeuten würde. Die MTP will die Investitionssumme erst nach dem Zuschlag für den Generalunternehmer veröffentlichen. Es sollen aber weniger als die ursprünglich angekündigten 100 Mio. Złoty sein. Die umgebaute Halle soll wieder Schauplatz von nationalen Meisterschaften sowie Europameisterschaften im Volleyball, Basketball, Tischtennis oder Handball werden. Zukünftig sollen auch wieder Konzerte nationaler wie internationaler Künstler und Bands in der „Arena“ stattfinden.

## Galerie

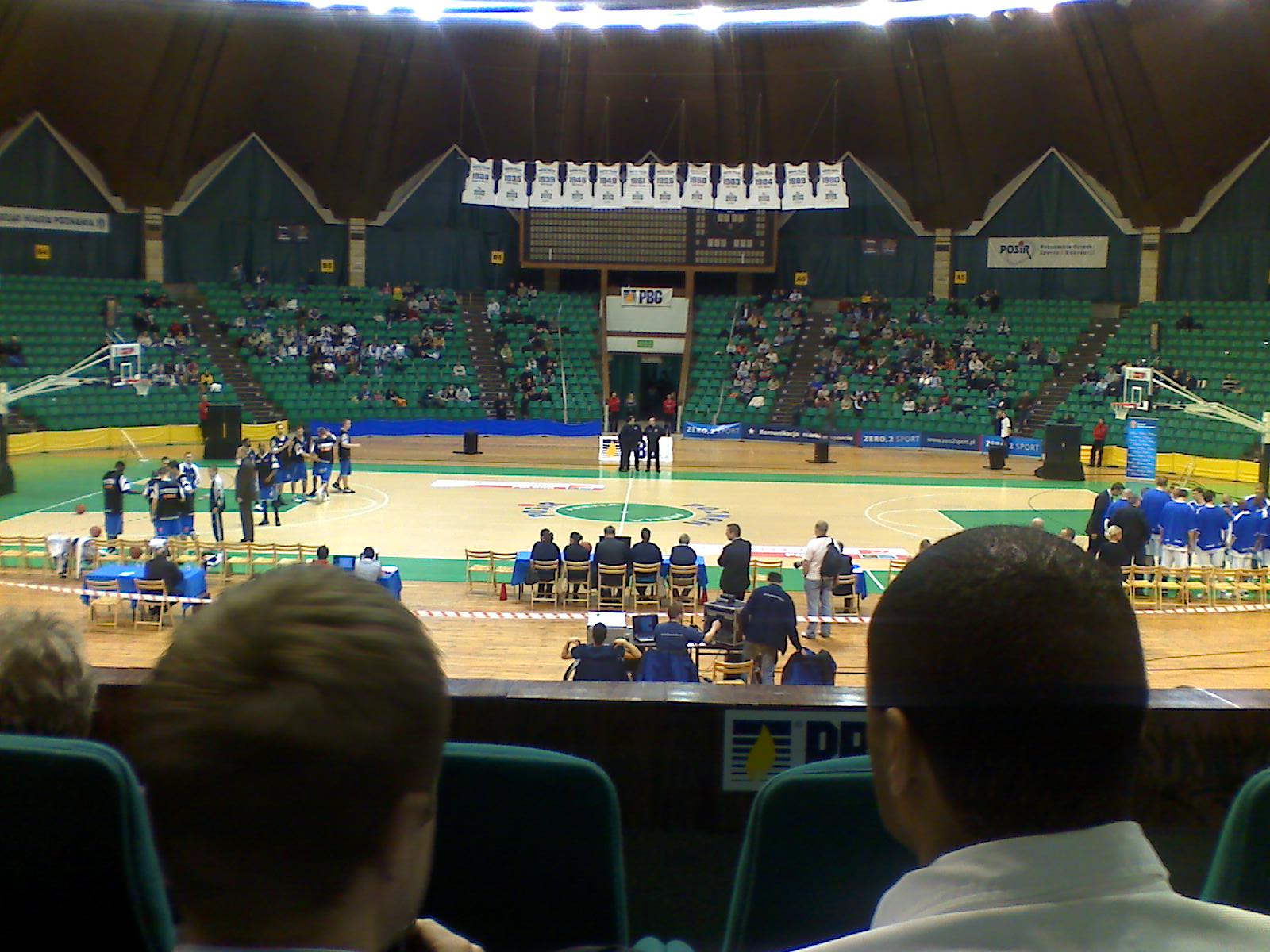
Blick in den Innenraum bei einem Basketballspiel (März 2009)
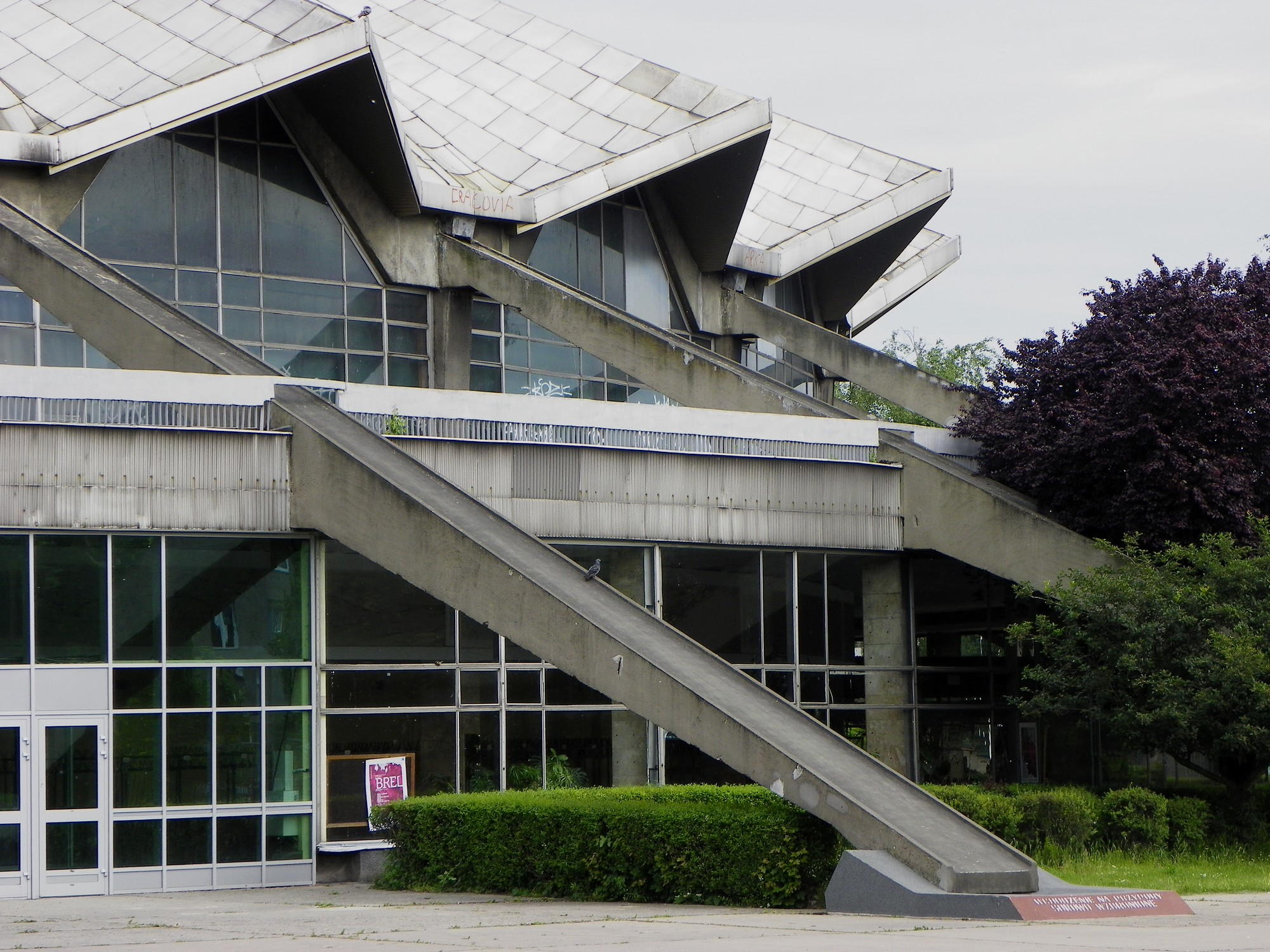
Die Stützpfeiler der Dachkonstruktion (Juni 2010)
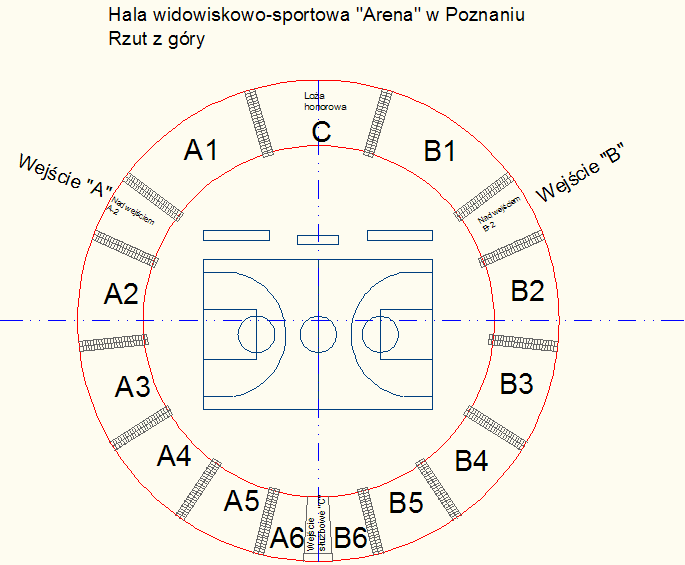
Hallenplan (Dezember 2011)